# Radelfingen
Radelfingen is een gemeente en plaats in het district Seeland van het Zwitserse kanton Bern. Radelfingen telt 1.224 inwoners.

## Plaatsen in de gemeente
De volgende dorpen maken deel uit van de gemeente: Detligen, Jucher, Landerswil, Matzwil, Obermatt, Ostermanigen, Oltigen en Oberruntigen.
Aarberg · 
Arch · 
Bargen · 
Brüttelen · 
Büetigen · 
Bühl · 
Büren an der Aare · 
Diessbach bei Büren · 
Dotzigen · 
Epsach · 
Erlach · 
Finsterhennen · 
Gals · 
Gampelen · 
Grossaffoltern · 
Hagneck · 
Hermrigen · 
Ins · 
Jens · 
Kallnach · 
Kappelen · 
Leuzigen · 
Lüscherz · 
Lyss · 
Meienried · 
Merzligen · 
Müntschemier · 
Oberwil bei Büren · 
Radelfingen · 
Rapperswil · 
Rüti bei Büren · 
Schüpfen · 
Seedorf · 
Siselen · 
Studen · 
Täuffelen · 
Treiten · 
Tschugg · 
Vinelz · 
Walperswil · 
Wengi bei Büren · 
Worben
- Gemeinsame Normdatei: 4571358-3
- Historisch woordenboek van Zwitserland: 000180
- Virtual International Authority File: 233880002
- WorldCat: E39PCjyvCx3jWB6CRh7RKkJMj3